# John Russell Fearn
Pour les articles homonymes, voir Fearn.
John Russell Fearn, né le 5 juin 1908 à Worsley et décédé le 18 septembre 1960 à Blackpool en Angleterre, est un écrivain britannique de science-fiction, de western et de romans policiers. Prolifique auteur, il a publié sous son nom propre et sous de nombreux pseudonymes dont les plus connus sont Vargo Statten, Volsted Gridban, Thornton Ayre, Polton Cross, Dennis Clive et John Slate.

## Biographie
Il débute dans les années 1930 et 1940 en écrivant pour les pulps américains avant de s’orienter vers le nouveau format du paperback à la fin de la Seconde Guerre mondiale. Prolifique auteur, il a écrit de nombreux romans et nouvelles dans des genres aussi variés que la science-fiction, l’anticipation, le roman policier, le western ou le roman d’aventures.
En plus de son nom propre, il a écrit sous de multiples pseudonymes, les plus connus étant Vargo Statten, en partie grâce au magazine Vargo Statten Science Fiction Magazine (en) dont il était l’éditeur et l’un des principaux contributeurs, Thornton Ayre, Dennis Clive et Polton Cross. Il a également utilisé le pseudonyme commun de Volsted Gridban avec l’écrivain Edwin Charles Tubb. Dans les années 1950, il fut l’un des auteurs phares de la collection Fleuve Noir Anticipation. 
Sous le nom de plume de John Slate, il écrit entre 1944 et 1950 six romans policiers, dont deux seront traduits en France dans la collection Le Limier.
En plus des pseudonymes déjà cités, Fearn a utilisé les noms d'emprunts suivants : Geoffrey Armstrong, Hugo Blayn, Morton Boyce, Hank Carson, Hank Cole, Mark Denholm, Douglas Dodd, Sheridan Drew, Max Elton, Matt Francis, Spike Gordon, Griff, Malcolm Hartley, Conrad G Holt, Preston James, Frank Jones, Nat Karta, Marvin Kayne, Clem Larson, Herbert Lloyd, Paul Lorraine, Astron del Martia, Jed McCloud, Mick McCoy, Jed McNab, Dom Passante, Francis Rose, Laurence F. Rose, Ward Ross, Frank Russell, John Russell, Arnold Ryden, Brian Shaw, Bryan Shaw, John Slate, Earl Titan, John Werheim et Ephraim Winiki. Certains de ses pseudonymes sont collectifs ou communs à différentes séries ou maisons d'éditions.

## Publications

### ChezFleuve Noir Anticipation
- Le maître de Saturne  (1950)
- Les Fabricants de Soleil  (1952)
- La Planète pétrifiée (1952)
- La Flamme cosmique (1952)
- Course vers Pluton (1953)
- Infernale menace (1953)
- L'Héritage de la Lune (1953)
- Le Martien vengeur (1953)
- La Bombe "G" (1954)
- Métal de mort (1954)
- À travers les âges (1954)
- Duel des mondes (1954)
- La Force invisible (1955)
- Heure zéro (1955)
- Hommes en double (1956)
- L'Étoile fugitive (1956)
- Mystérieux délai (1956)
- L'Homme de deux mondes (1957)
- Transmission Z (1957)
- L'Homme multiple (1957)

### Sous le pseudonyme de John Slate
- Black Maria, MA (1944) Publié en français sous le titre Black Maria, traduction de Robert Saint-Prix, Paris, Albin Michel, coll. Le Limier no 34, 1951
- Maria Marches On (1945) Publié en français sous le titre Le Drame de la clairière, traduction d’Elizabeth François, Paris, Albin Michel, coll. Le Limier no 49, 1954
- One Remained Seated (1946)
- Thy Arm Alone (1947)
- Framed In Guilt (1948)
- Death In Silhouette (1950)

### Nouvelles
- La Grande illusion (1936)